# Renato Pilipović
Renato Pilipović (Rijeka, 14. siječnja 1977.) hrvatski je nogometni trener i bivši nogometaš. Trenutačno je trener juniora Dinama. Kao igrač igrao je na poziciji veznog.

## Karijera
Pilipović je gotovo cijelu svoju igračku karijeru proveo igrajući u 1. HNL uz kratku epizodu u Austriji. Također, nastupao je i za selekcije Hrvatske do 17 i 21 godine. Bio je član reprezntacije do 21 godine na Europskom prvenstvu 2000. u Slovačkoj. Pilipović je odigrao i jednu utakmicu za A selekciju i to u lipnju 1999. u prijateljskom susretu protiv Meksika.

## Osvojeni trofeji

### Klupski trofeji
| Klub          | Trofej       | Godina / sezona |
| Hrvatska      | Hrvatska     | Hrvatska        |
| ------------- | ------------ | --------------- |
| Dinamo Zagreb | 1. HNL       | 1999./00.       |
| Dinamo Zagreb | Hrvatski kup | 2000./01.       |
| Dinamo Zagreb | Hrvatski kup | 2001./02.       |

## Vanjske poveznice
- National Football Teams.com
- Statistika igrača u HNL-u